# 刀根辰治
刀根 辰治（とね たつじ、1956年12月17日 - ）は、大阪府出身のボートレーサー。

## 来歴
42期訓練生として本栖研修所に入り卒業。1978年5月13日住之江競艇場でデビュー。

## エピソード
- 42期は、刀根辰治、荘林幸輝、吉田稔、平野勇志、久間繁らがいて逸材揃いといわれた。

## 獲得タイトル

### GI
- 1989年 5月 19日 開設37周年記念 全日本王座決定戦（芦屋競艇場）